# Lípa na Wunderbachu
Lípa na Wunderbachu je památný strom, který roste jihozápadně od Rejštejna v bývalé osadě Wunderbach (Bystrá) u zaniklého objektu čp. 4. Lípa srdčitá (Tilia cordata Mill.) roste v nadmořské výšce 697 m, je přibližně 250 let stará, obvod kmene 468 cm (měřeno 2012). Lípa je chráněna od 3. října 2012 jako historicky důležitý strom a krajinná dominanta.

## Galerie

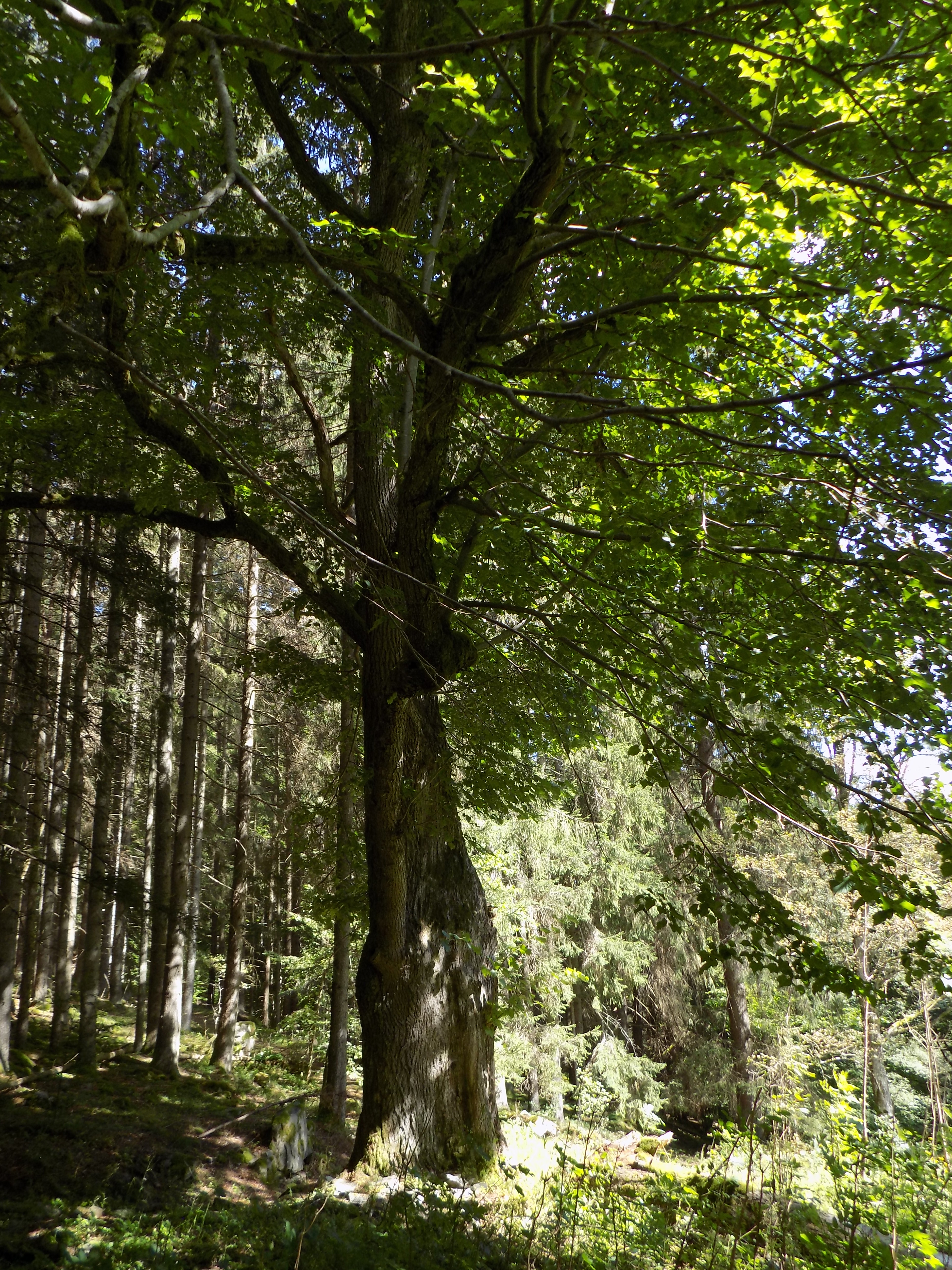
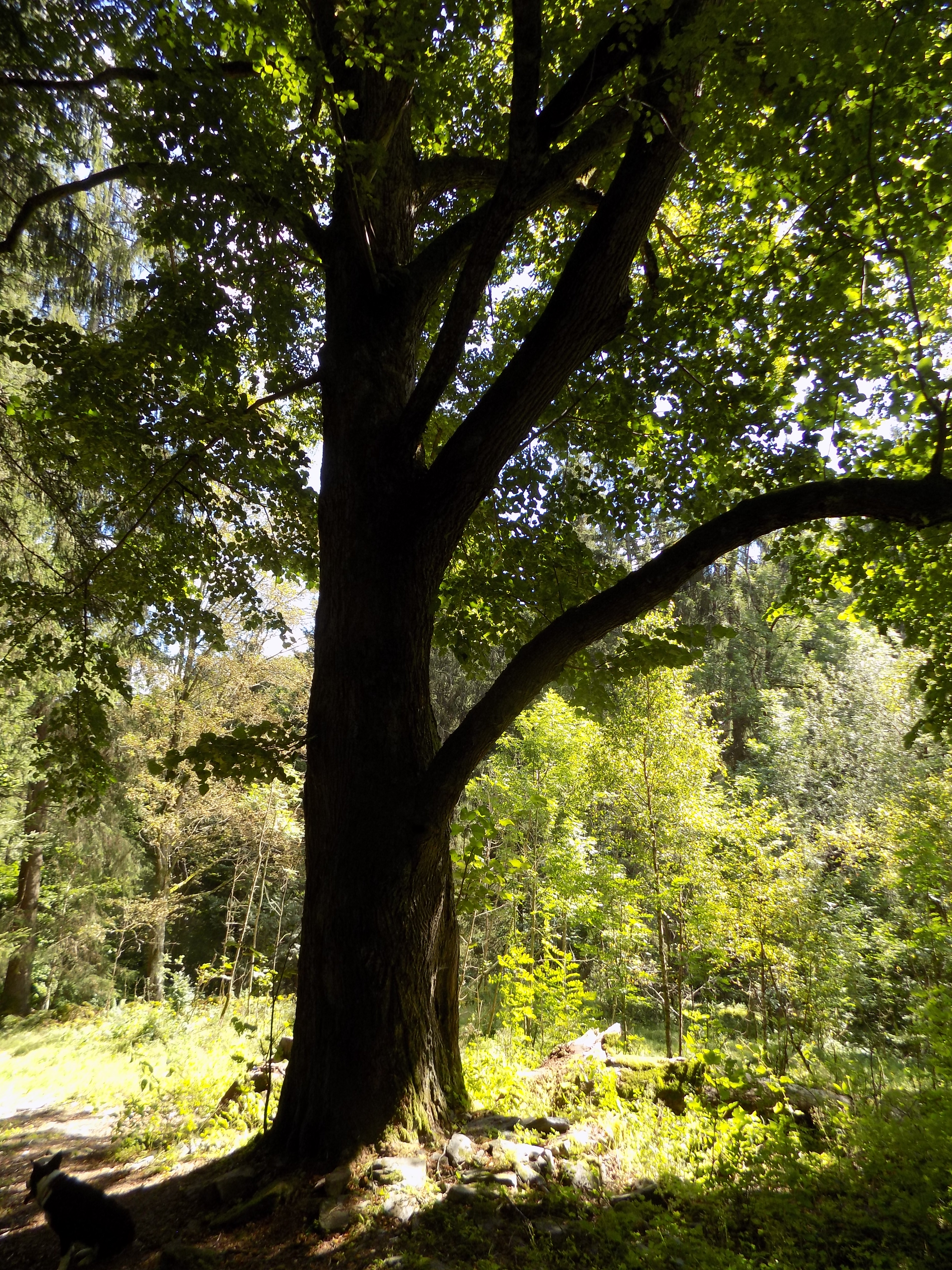
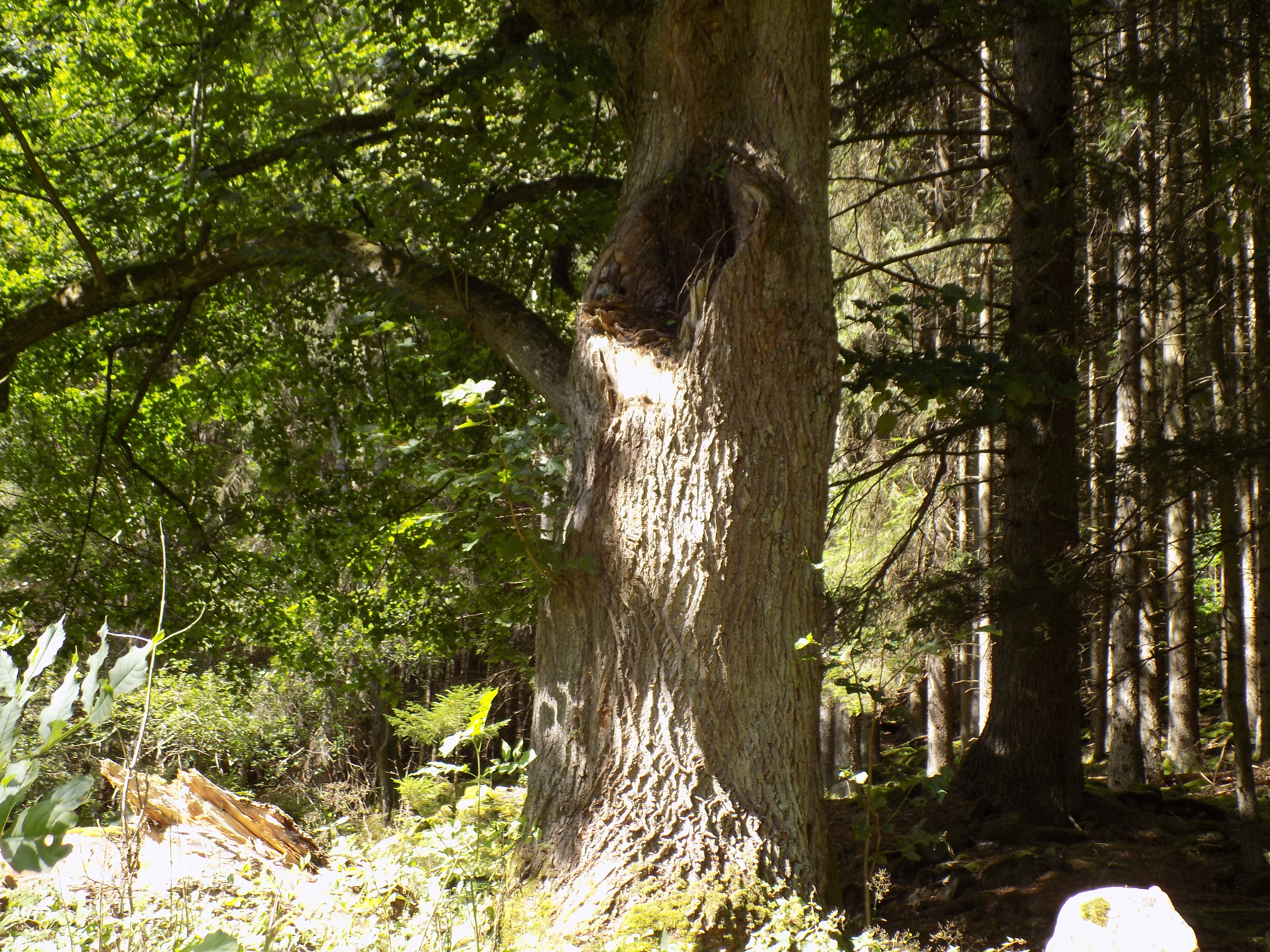
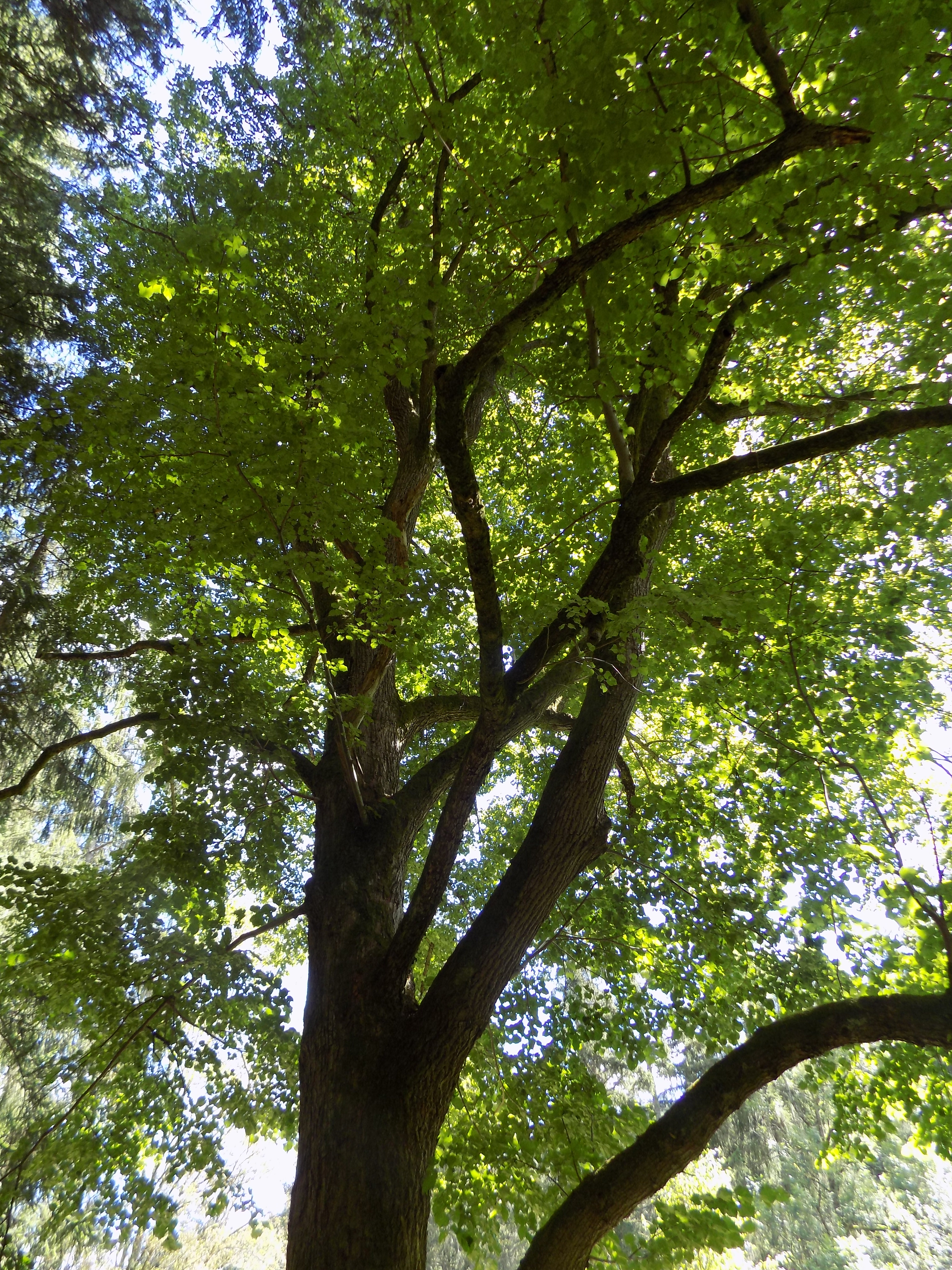

## Památné stromy v okolí
- Buk na Berglu
- Dub na Kozím Hřbetu
- Jilm na Kozím Hřbetu
- Lípa na Kozím Hřbetu
- Lípa na Myších Domcích
- Paštěcká lípa
- Radešovská lípa
- Smrk na Stimlingu